# Wolica Ługowa
Wolica Ługowa – część miasta Sędziszów Małopolski, dawna wieś w Polsce, położona w województwie podkarpackim, w powiecie ropczycko-sędziszowskim, w gminie Sędziszów Małopolski.
1 stycznia 2019 wraz z Borkiem Wielkim, Kawęczynem Sędziszowskim i Wolicą Piaskową włączona w strukturę miasta Sędziszowa Małopolskiego.
W latach 1975–1998 miejscowość administracyjnie należała do województwa rzeszowskiego.

## Urodzeni
- Franciszek Mach (ur. 9 listopada 1896, zm. wiosną 1940 na Ukrainie) – kapitan administracji (piechoty) Wojska Polskiego, ofiara zbrodni katyńskiej.